# Первый провинциальный конгресс Северной Каролины

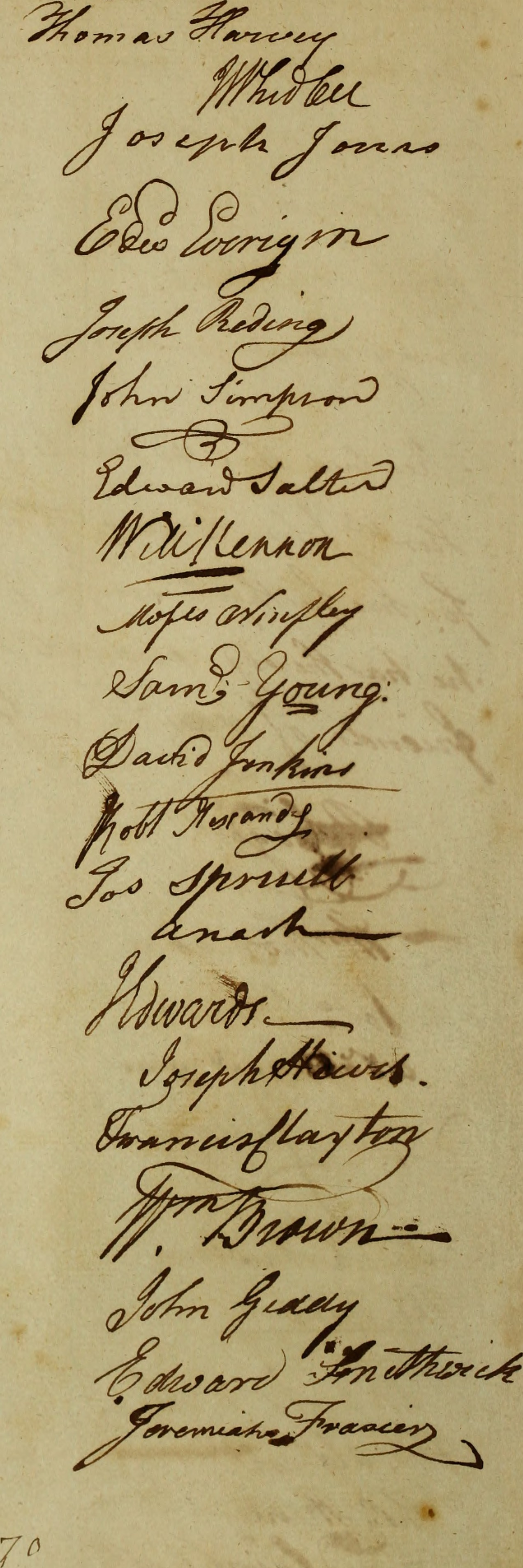
Подписи участников конгресса

Первый провинциальный конгресс Северной Каролины (англ. First North Carolina Provincial Congress) — первое однокамерное законодательное собрание Северной Каролины, созванное независимо от королевского губернатора и вопреки его воле, которое собралось в Нью-Берне 25 августа 1774 года. Конгресс был сформирован по образцу Ассамблеи провинции. На конгрессе было одобрено предложение о созыве Континентального конгресса и были выбраны делегаты на этот конгресс. Созыв конгресса вопреки воли колониальных властей был большим шагом на пути к независимости Северной Каролины.

## Предыстория
Отношения между Ассамблеей провинции Северная Каролина и королевской администрацией стали осложняться после назначения на губернаторский пост Джозайи Мартина. Его упрямство и нетерпимость стали основным катализатором протестов в колонии. Самый серьёзный конфликт с губернатором начался в начале 1773 года, когда истёк срок действия закона о судах. Королевская администрация требовала, чтобы из нового закона был исключён пункт, позволяющий судам конфисковывать имущество нерезидентов колонии в счёт долгов (так наз. «Attachment Clause»). Ассамблея отказала в этом, из-за чего новый закон не проходил, и суды в колонии прекратили работу.
Между тем в Массачусетсе в декабре 1773 года начались протесты против пошлин на чай (Бостонское чаепитие), в ответ на которые правительство ввело против Массачусетса меры, известные как Невыносимые законы. Поступило предложение созвать делегатов колоний на Континентальный конгресс. Губернатор Мартин решил воспрепятствовать этому так же, как ранее губернатор Уильям Трайон помешал выбрать делегатов на Конгресс Гербового акта: он отказался созывать Ассамблею. Но Мартину не хватило личной популярности и политического такта, которые позволяли Трайону решать вопросы такого рода. Джон Харви, спикер Ассамблеи, ответил, что в таком случае народ соберёт Конвент, независимый от губернатора.
5 апреля 1774 года Самуэл Джонстон написал письмо Уильяму Хуперу, где сказал, что прошлой ночью допоздна обсуждал с полковником Банкомбом континентальные и провинциальные дела, и Харви рассказал ему, что губернатор не собирается созывать Ассамблею до более благоприятного момента, поэтому, настроенный очень решительно, Харви сказал что готов созвать конвент независимо от губернатора и попросил помощи в этом деле. Джонстон написал что со своей стороны он не знает, что можно придумать лучше этого. В ситуации, когда суды не работают, а люди встревожены и расстроены, требуется что-то предпринять для спасения ситуации. Харви уже рассказал об этой идее Уильяму Джонсу из Галифакса, а сам Джонстон просил Хупера рассказать об этом предложении Харнетту и полковнику Эшу, или кому-либо вроде них.
Смелую инициативу Харви поддержали все лидеры колонии. Комитет по корреспонденции объявил, что если губернатор не уступит, они найдут другой способ собрать представителей народа. Однако было и понимание, что такая инициатива должны исходить от самого народа, поэтому 21 июля в Уилмингтоне было устроено собрание жителей всех прилегающих округов под председательством Уильяма Хупера. Собрание постановило, что созыв конгресса «крайне целесообразен». Собрания прошли в округах Роуан, Крейвен, Питт, Джонстон, Гренвилл, Энсон и Чован. На этих собраниях было одобрено предложение о конгрессе и выбраны делегаты. На всех собраниях в той или иной форме говорилось о необходимости единения с другими колониями, а собрание округа Роуан даже призвало к созданию «Нерушимого Союза» (indissoluble Union). В результате 36 округов избрали депутатов для конгресса, который решено было собрать в Нью-Берне 25 августа.
Известия о созыве конгресса вызвали беспокойство губернатора. Он созвал Губернаторский совет, описал ему ситуацию, которая, по его словам, «вызовет недовольство Его Величества», и запросил совета относительно возможных мер пресечения. Совет обсуждал ситуацию целый день, но не придумал ничего лучше, чем опубликовать прокламацию, что губернатор и сделал 13 августа. Он объявил, что люди не должны более устраивать собрания в округах, но особенно им запрещается участвовать на собрании в Нью-Берне 25 августа. Эта прокламация не произвела никакого эффекта, и когда конгресс всё же собрался, Мартин снова спросил у Совета его мнения, но Совет решил, что уже нет смысла что-то предпринимать. Историк Милтон Реди писал, что губернатора бросил даже Совет, состоящий из его самых верных сторонников, и все члены Совета, кроме одного, стали участниками заседаний конгресса.

## Конгресс
Когда Конгресс собрался 25 августа, на нём присутствовал 71 делегат. Среди них были бывшие спикеры Ассамблеи Джон Кэмпбелл (от округа Берти), Джон Эш и Ричард Кэсвелл (от округа Доббс), а также Уильям Хупер и Джозеф Эш (от округа Нью-Гановер), Самуэль Джонстон (от округа Чован), Джозеф Хьюз (от города Идентон), Бенжамин Уильямс (от округа Джонстон) и Джон Харви (от округа Перкиманс). Джон Харви, самый популярный лидер всей провинции, был избран председателем этого самого революционного, на тот момент, органа в истории колонии.
Конгресс проработал три дня и за это время принял (27 августа) несколько резолюций. В преамбуле к резолюциям было сказано, что члены конгресса являются самыми верными и преданными слугами Его Величества, которые действуют исходя из уважения к Английской конституции и признают Гановерскую династию, что они признаются в непоколебимой верности Соверену, но в то же время считают своим долгом сообщить о тревожном положении в Британской Америке, где нарушаются самые неотъемлемые права граждан.
Резолюции так же содержали признание Георга III законным королём Британии и колоний; оговаривали, что требуют не более, чем обычных прав англичанина; напоминали, что по духу английской конституции облагать налогом человека можно только с его согласия, а у них нет представительства в британском парламенте. Соответственно, они признавали протест Массачусетса законным, а меры против Бостона грубым нарушением прав.
Было объявлено, что с 1 января 1775 года объявляется бойкот всем британским товарам, кроме медицинских, а с 1 октября будет прекращён экспорт в Британию табака, дёгтя, смолы и скипидара.
Конгресс одобрил предложение о созыве Континентального конгресса (General Congress) в Филадельфии 20 сентября 1774 года. Делегатами на конгресс были выбраны Уильям Хупер, Джозеф Хьюз и Ричард Кэсвелл. Конгресс уполномочил Джона Харви (а в случае его смерти Самуэля Джонстона) в случае необходимости созвать конгресс повторно в том месте, которое будет ему угодно.

## Историческое значение
Созыв Конгресса стал самым важным политическим решением в Северной Каролине того времени. Он открыл людям глаза на их собственные возможности. На собрании округа Питт было сказано, что поскольку Ассамблея колонии не может реализовать своё право на защиту свобод народа, то это право возвращается к народу, как к источнику закона. Конгресс на практике продемонстрировал, как именно люди могут реализовывать свои права. С этого момента стало видно, что указы и прокламации королевской администрации не имеют никакой особенной силы, народ сам может выбирать делегатов и принимать законы без посредничества короля, и с этой точки зрения конгресс стал большим шагом на пути к независимости колонии.
Губернатор Джозайя Мартин в расстройстве чувств покинул колонию 4 сентября и уплыл в Нью-Йорк. Он вернулся только 9 января 1775 года. В его отсутствие последние элементы британской власти в колонии исчезли, и уже никогда не были восстановлены. Первый конгресс швырнул колонию в самый круговорот американской революции; королевская власть в колонии исчезла, Комитет спасения, специально уполномоченный Провинциальным конгрессом, постепенно перехватывал управление городами и округами колонии, и эта смена власти происходила такими быстрыми темпами, как обычно случается при революциях.